# Sofía Saunier
Sofía Saunier (Montevidéu, 31 de maio de 1974) é uma multiartista e ativista trans uruguaia. Membro da Associação Trans do Uruguai (ATRU) e idealizadora do projeto Transur, cujo objetivo é visibilizar a vida das pessoas trans no Uruguai e no mundo.

## Percurso
Sofía Saunier nasceu em Montevidéu a 31 de maio de 1974. Na década de 1990 começou a trabalhar no submundo de Buenos Aires - onde viveu durante 20 anos - como drag queen, modelo e dançarina. Em 2000 regressou ao Uruguai, aventurando-se no audiovisual através de entrevistas. Define-se como multiartista, pois nas suas criações utiliza diferentes meios de expressão, como a fotografia, o audiovisual, o desenho, a pintura e a escrita.
A partir de 2009, Sofía começou a criar um arquivo audiovisual de material "amador ou caseiro", com mais de duzentos vídeos, denominado Aureafrodita.

Entre a sua obra, também se destaca o canal do YouTube Transur, que, com mais de 60 entrevistas desde a sua criação em 2013, torna visíveis as experiências e vidas de pessoas trans. Segundo Sofía, o Transur tenta mostrar a vida trans sem preconceitos e refletindo a diversidade dentro da comunidade, já que:
“As pessoas comuns não tinham acesso às histórias de vida das pessoas trans além do que se via na televisão se uma pessoa trans fosse morta, muito sensacionalista.” 
Outro dos seus projetos é o Transmotoqueras, onde junto com Cecilia Estévez e Meili Galván fazem uma compilação documental das suas viagens de mota pelas estradas do Uruguai. Sobre este projeto, Sofía disse:
“Somos três mulheres trans muito diversas percorrem as estradas e filmam o que fazemos. Pegamos nas nossas motas e fomos até a Fortaleza de Santa Teresa para nos tornarmos visíveis. Para que nos vejam nas estradas, nas praias. A ideia é essa: nos mostrarmos. Para que as pessoas possam ver que podemos construir uma vida como a de qualquer outra pessoa” 
Na divulgação do seu trabalho e ativismo, Sofía participou de várias conversas e workshops como oradora. O seu trabalho também tem sido destacado em plataformas digitais, como o Museu Feminista Virtual de História da Arte  ou o Archivo X (um projeto da Colectiva Co), sobre artistas uruguaios.  Ela também participou no filme A Noite Que Não se Repete, interpretando a personagem Barbie.
Em 2020, a revista Vice em espanhol, na sua quinta edição, destacou Sofía como uma da cinquenta líderes em dissidência sexual e de género.
Em 2023, foi produzido um documentário sobre sua vida, dirigido por Aldo Garay e intitulado Carmín ou A Jornada de Sofia.